# Karabinek AK-63
AK-63 (AMM) – węgierski karabinek automatyczny, powstały na bazie karabinka AKM.

## Historia
W latach 60. w Węgierskiej Republice Ludowej rozpoczęto produkcję karabinków automatycznych AK. W 1963 roku rozpoczęto produkcję karabinka AK-63 będącego zmodyfikowanym AKM, wyposażonym w chwyt przedni.

## Wersje[1]
- AK-63F (AMM) – wersja podstawowa ze stałą kolbą.
- AK-63D (AMMS) – wersja z kolbą składaną.
- AK-63MF – wersja zmodernizowana, wyposażona w kolbę teleskopową oraz szynę Picatinny MIL-STD-1913
- SA-85M – wersja półautomatyczna, przeznaczona na rynek cywilny w Stanach Zjednoczonych

## Opis
AK-63 jest bronią bronią samoczynno-samopowtarzalną. Zasada działania oparta na odprowadzaniu części gazów prochowych przez boczny otwór lufy, z długim ruchem tłoka gazowego. AK-63 strzela z zamka zamkniętego. Zamek ryglowany przez obrót. Mechanizm uderzeniowy kurkowy, mechanizm spustowy z przełącznikiem rodzaju ognia. Dźwignia przełącznika rodzaju ognia pełni jednocześnie rolę bezpiecznika.
AK-63 jest bronią zasilaną z magazynków 30-nabojowych.
AK-63 wyposażony jest w dwa chwyty pistoletowe. Kolba stała. Przyrządy celownicze mechaniczne (celownik krzywkowy z muszką, nastawy do 1000 m).